# Detentorul AVM 3
Detentorul AVM 3, realizat în U.R.S.S., este printre primele modele de aparate autonome de respirat sub apă de tip clasic cu două furtunuri, ce au pătruns în România la începutul anilor 1960.

Anterior au mai fost produse modelele AVM 1, AVM 1M și AVM 1M-2, care sunt concepute având la bază construcția popularului detentor Mistral produs în Franța de firma Spirotechniques.

Aparatul include și două butelii de 7 sau 10 l fiecare, încărcate cu aer comprimat la presiunea de 150 bar (sc.man.), prevăzute cu robineți și dispozitiv de rezervă.
Detentorul AVM 3 are un etaj I cu manometru de înaltă presiune, furtun de medie presiune cu supapă de siguranță, etaj II și două furtune gofrate ce leagă piesa bucală la circuitele de inspirație și expirație.
Etajul I are mecanismul de admisie cu membrană și sistem de pârghii. Acesta destinde aerul comprimat până la o presiune cu 4 bar mai mare ca presiunea mediului ambiant, fiind pilotat de presiunea hidrostatică.
În etajul II, arcul de rapel al clapetului poate fi reglat. În plus, etajul II are posibilitate de alimentare și de la suprafață prin intermediul unui furtun de medie presiune cu lungimea de 40 m. Dispozitivul de rezervă este acționat cu ajutorul unei rozete.
Aparatul AVM 3 prezintă unele dezavantaje legate de rezistențele mari introduse în circuit și dependența de poziția scafandrului în apă. Este un aparat complicat, dificil de întreținut, iar fiabilitatea lui este relativ redusă.
Ulterior, au mai fost produse următoarele modele: AVM 4, AVM 5 (cu un singur furtun), AVM 5AM, AVM 6, AVM 7, AVM 8, AVM 9, AVM 10 și AVM 12 .